# Leandro Somoza
Leandro Daniel Somoza, född 26 januari 1981 i Buenos Aires, är en  argentinsk före detta fotbollsspelare som spelat som mittfältare och för Boca Juniors.